# Adriano (ur. 1984)
Adriano Correia Claro (ur. 26 października 1984 w Kurytybie) – brazylijski piłkarz, który występował na pozycji obrońcy. W latach 2003–2013 reprezentant Brazylii. Posiada także obywatelstwo hiszpańskie.
W swojej karierze występował m.in. w takich klubach jak: Sevilla, FC Barcelona, Beşiktaş JK czy Cortiba.

## Kariera
Karierę rozpoczynał w rodzinnej miejscowości, w klubie Coritiba.
Po dobrych występach w ojczyźnie Adriano zauważony został przez skautów Sevilli. Do stolicy Andaluzji piłkarz trafił w wieku 20 lat i w pierwszym sezonie nie grał jeszcze regularnie, natomiast od sezonu 2005/06 był już podstawowym graczem zespołu. Adriano doskonale wpisał się w drużynę Sevilli i już w drugim sezonie gry miał swój duży wkład w wielki sukces, jakim było zdobycie Pucharu UEFA. To samo trofeum Adriano mógł wznieść również rok później, kiedy Sevilla powtórzyła sukces z 2006 roku.
Solidna postawa Brazylijczyka została zauważona przez działaczy Barcelony, którzy zdecydowali się na sprowadzenie tego gracza do stolicy
Katalonii. Adriano do zespołu dołączył dokładnie 17 lipca 2010 roku. Jego przyjście rozwiązało problem zmiennika na różnych pozycjach i dzięki swojej wszechstronności Brazylijczyk był jedną z jaśniejszych postaci kolejnych sezonów. Pomógł drużynie w wywalczeniu Mistrzostwa Hiszpanii oraz Pucharu Europy.
29 lipca 2016 roku Adriano przeszedł do Beşiktaşu JK. W lidze tureckiej zadebiutował w zwycięskim wynikiem 4:1 meczu przeciwko Alanyaspor w którym zaliczył asystę. Łącznie w barwach Besiktas rozegrał 111 meczów, strzelił 4 bramki i zaliczył 11 asyst.
23 lipca 2019 roku przeniósł się do brazylijskiego Athletico Paranaense. 12 sierpnia 2020 roku powrócił do Europy trafiając do belgijskiego KAS Eupen.
1 lipca 2021 roku rozwiązał kontrakt z klubem. Dokładnie rok później zakończył piłkarską karierę.

## Statystyki kariery
(aktualne na dzień 5 czerwca 2017)
| Klub               | Sezon              | Liga               | Liga  | Liga   | Puchar kraju | Puchar kraju | Europa | Europa | Inne  | Inne   | Suma  | Suma   |
| Klub               | Sezon              | Liga               | Mecze | Bramki | Mecze        | Bramki       | Mecze  | Bramki | Mecze | Bramki | Mecze | Bramki |
| ------------------ | ------------------ | ------------------ | ----- | ------ | ------------ | ------------ | ------ | ------ | ----- | ------ | ----- | ------ |
| Sevilla FC         | 2004/05            | Primera División   | 16    | 2      | 0            | 0            | 4      | 1      | –     | –      | 20    | 3      |
| Sevilla FC         | 2005/06            | Primera División   | 32    | 3      | 2            | 0            | 14     | 3      | –     | –      | 48    | 6      |
| Sevilla FC         | 2006/07            | Primera División   | 26    | 2      | 3            | 0            | 12     | 1      | –     | –      | 41    | 3      |
| Sevilla FC         | 2007/08            | Primera División   | 27    | 1      | 4            | 0            | 6      | 0      | –     | –      | 37    | 1      |
| Sevilla FC         | 2008/09            | Primera División   | 29    | 2      | 7            | 1            | 5      | 1      | –     | –      | 41    | 4      |
| Sevilla FC         | 2009/10            | Primera División   | 27    | 0      | 5            | 0            | 4      | 1      | –     | –      | 36    | 1      |
| Sevilla FC         | Ogólnie            | Ogólnie            | 157   | 10     | 21           | 1            | 45     | 7      | 0     | 0      | 223   | 18     |
| FC Barcelona       | 2010/11            | Primera División   | 15    | 0      | 8            | 1            | 6      | 0      | 2     | 0      | 31    | 1      |
| FC Barcelona       | 2011/12            | Primera División   | 26    | 1      | 3            | 0            | 8      | 0      | 3     | 2      | 40    | 3      |
| FC Barcelona       | 2012/13            | Primera División   | 23    | 5      | 3            | 1            | 6      | 0      | 2     | 0      | 34    | 6      |
| FC Barcelona       | 2013/14            | Primera División   | 26    | 3      | 7            | 1            | 5      | 0      | –     | –      | 38    | 4      |
| FC Barcelona       | 2014/15            | Primera División   | 16    | 0      | 4            | 2            | 7      | 0      | –     | –      | 27    | 2      |
| FC Barcelona       | 2015/16            | Primera División   | 8     | 0      | 6            | 0            | 3      | 1      | 2     | 0      | 19    | 1      |
| FC Barcelona       | Ogólnie            | Ogólnie            | 114   | 9      | 31           | 5            | 35     | 1      | 9     | 2      | 189   | 17     |
| Beşiktaş JK        | 2016/17            | Süper Lig          | 31    | 1      | 3            | 0            | 10     | 1      | 1     | 0      | 33    | 2      |
| Beşiktaş JK        | Ogólnie            | Ogólnie            | 31    | 1      | 3            | 0            | 10     | 1      | 1     | 0      | 45    | 2      |
| Ogólnie w karierze | Ogólnie w karierze | Ogólnie w karierze | 302   | 20     | 55           | 6            | 90     | 9      | 10    | 2      | 457   | 37     |

## Sukcesy

### Coritiba
- Campeonato Paranaense: 2003, 2004

### Sevilla
- Puchar Króla: 2006/07, 2009/10
- Superpuchar Hiszpanii: 2007
- Puchar UEFA: 2005/06, 2006/07
- Superpuchar Europy UEFA: 2006

### FC Barcelona
- Mistrzostwo Hiszpanii: 2010/11, 2012/13, 2014/15, 2015/16
- Puchar Króla: 2011/12, 2014/15, 2015/16
- Superpuchar Hiszpanii: 2010, 2011, 2013
- Liga Mistrzów UEFA: 2010/11, 2014/15
- Superpuchar Europy UEFA: 2011, 2015
- Klubowe Mistrzostwo Świata: 2011, 2015

### Beşiktaş
- Mistrzostwo Turcji: 2016/17

### Brazylia
- Mistrzostwo Świata do lat 20: 2003
- 2. miejsce na Złotym Pucharze CONCACAF: 2003
- Copa América: 2004